# Különválás (televíziós sorozat)
A Különválás (eredeti cím: Severance) amerikai televíziós sci-fi, pszichothriller sorozat, melyet Dan Erickson készített és Ben Stiller és Aoife McArdle rendezett. A főszerepekben Adam Scott, Zach Cherry, Britt Lower, Tramell Tillman, Jen Tullock, Dichen Lachman, Michael Chernus, John Turturro, Christopher Walken és Patricia Arquette látható. A történet Mark, a Lumon Industries egyik alkalmazottja életét követi, aki családi okok miatt belép a „különválás” programba.
A sorozat premierje 2022. február 18-án volt az Apple TV+-on. A kritikusok és a nézők egyaránt dicsérték a sorozat operatőri munkáját, rendezését, látványvilágát, zenéjét, történetét és színészi alakításait. A 74. Primetime Emmy-gálán tizennégy jelölést kapott, köztük a legjobb drámasorozat díjára is esélyes volt, emellett Scott, Turturro, Walken és Arquette is színészi jelölést kaptak. A sorozat elnyerte a legjobb főcímdizájn és zenei aláfestés díját. A második évad premierje 2025. január 17-én volt. A Különválást 2025. március 21-én a harmadik évadra is megújították.

## Összefoglaló
A Lumon Industries cég tevékenysége nehezen körülhatárolható.  Egyik projektjük – ahol Mark is dolgozik – személyiséganalízissel foglalkozik. A vállalat alkalmazottainak egy csoportja vállalja, hogy személyiségüket műtéti úton két külön részre bontják, mintegy tudathasadásos állapotot kialakítva. A cégnél dolgozó énjük („benti”) nem emlékszik a munkán kívüli életükre, ahogyan a magánéletükben („kinti”) sem tudják, mivel foglalkoznak napközben. Az egyes tudatok aktiválása kívülről, távvezérléssel, ám ismeretlen technológiával történik. A történet a bentik életére koncentrál és fokozatosan jut el addig, hogy a szereplők két külön személyisége kapcsolatot képes kialakítani egymással, miközben lassacskán feltárul a bentik által végzett munka jellege és némi benyomást szerzünk a cég finoman szólva is aggályos tevékenységéről.

## Szereplők

### Főszereplők
- Adam Scott – Mark Scout (kinti) / „Mark S.” (benti) volt történelemprofesszor, különválasztott csoportvezető a Lumon Industries Makroadat-finomító (MAF) részlegén, akinek a „kintije” gyászolja felesége, Gemma állítólagos halálát.
- Zach Cherry – Dylan George (kinti) / „Dylan G.” (benti) Mark joviális különválasztott munkatársa a MAF részlegen, minden apró céges juttatásnak rendkívül örül és látszólagos ostobasága ellenére a nehéz pillanatokban mindig helyén van az esze.[4]
- Britt Lower – Helena Riggs/Eagan (kinti) / „Helly R.” (benti) új munkatárs a különválasztott csoportban, aki a kirúgott Petey – Mark elődje – helyére kerül. Bentiként a különválasztás harcos  ellenzője. Kintiként a cégtulajdonos lánya, kijelölt utódja és a különválás-technológia feltétlen híve, arca. Azért vállalja a különválást, hogy a cég ügyfelei felé bizonyítsa annak létjogosultságát és első kézből oszthasson meg tapasztalatokat.
- Tramell Tillman – Seth Milchick nem különválasztott felügyelő a Lumon különválasztott szintjén, majd a szint vezetője.
- Jen Tullock – Devon Scout-Hale, Mark nővére. Ellenzi Mark döntését, hogy gyásza elől a különválásba menekül.
- Dichen Lachman – Gemma Scout (kinti) / „Casey asszony” (benti) jólléti tanácsadó a különválasztott szinten és a MAF által végzett kísérleti munka alanya.
- Michael Chernus – Ricken Hale, Devon férje és Mark sógora, filozófus író.
- John Turturro – Irving Bailiff (kinti) / „Irving B.” (benti) Mark különválasztott munkatársa, volt katona, aki szigorúan követi a vállalat szabályzatát és gyengéd érzelmeket táplál Burt G. iránt.[5]
- Christopher Walken – Burt Goodman (kinti) / „Burt G.” (benti) különválasztott alkalmazott, az Optika és Dizájn (O&D) részleg osztályvezetője, gyengéd érzelmeket táplál Irving B. iránt.[5]
- Patricia Arquette – Harmony Cobel, a Lumon különválasztott szintjének nem különválasztott vezetője, a munkán kívül van egy másik személyazonossága is: Selvig asszony, Mark szomszédja. Később meghasonlik a vállalat elveivel és a felsővezetés ellen fordul.
- Sarah Bock – Miss Huang fiatal, nem különválasztott helyettes vezető gyakornok Milchick alatt a különválasztott szinten.[6]

### Mellékszereplők
- Yul Vazquez – Peter „Petey” Kilmer, Mark legjobb barátja és elődje a csoportvezetői pozícióban, aki rejtélyes körülmények között hagyta el Lumont, tiltott reintegráláson esik át, aminek mellékhatásaiba később belehal.
- Michael Cumpsty – Doug Graner, nem különválasztott biztonsági főnök a Lumon különválasztott szintjén.  Asal Reghabi öli meg mielőtt az felfedezné a tiltott reintegrálást.
- Nikki M. James – Alexa, Devon szülésznője és Mark egyik régi szerelme.
- Sydney Cole Alexander – Natalie Kalen, közvetítő a Lumon felsővezetői és a különválasztott szint középvezetői között.
- Nora Dale – Gabby Arteta, Ricken barátja.
- Mark Kenneth Smaltz – Judd, biztonsági őr a Lumonnál.
- Donald Webber Jr. – Patton, Ricken barátja.
- Annie McNamara – Danise, Ricken barátja.
- Claudia Robinson – Felicia, különválasztott alkalmazott a Lumon O&D részlegén.
- Karen Aldridge – Asal Reghabi, volt sebész a Lumonnál, aki csalódott a különválás-technológiában és lelkiismeret-furdalásból tiltott reintegrálásokat hajt végre.
- Michael Siberry – Jame Eagan, a Lumon jelenlegi tulajdonos-vezérigazgatója.
- Ólafur Darri Ólafsson – Drummond úr, a Lumon felsővezetőinek végrehajtó embere.
- Merritt Wever – Gretchen George, Dylan George (kinti) felesége, aki később inkább Dylan G. iránt kezd el gyengéd érzelmeket táplálni.
- Robby Benson – Dr. Mauer, orvos a Lumon tesztelési szintjén.

### Vendégszereplők
- Marc Geller – Kier Eagan, a Lumon Industries alapítója.
- Cassidy Layton – June Kilmer, Petey lánya.
- Joanne Kelly – Nina, Petey exfelesége.
- Ethan Flower – Angelo Arteta, Ricken barátja.
- Grace Rex – Rebeck, Ricken barátja.
- Rajat Suresh – Balf, Ricken barátja.
- Bob Balaban – Mark Wilkins, a MAF új tagja.[7]
- Alia Shawkat – Gwendolyn Y., a MAF új tagja.[7]
- Stefano Carannante – Dario Rossi, a MAF új tagja.[7]
- Sarah Sherman –  a víztorony hangja a Lumon PR kisfilmben
- Adrian Martinez – Saliba úr
- Gwendoline Christie – Lorne
- John Noble – Fields, Burt Goodman (kinti) férje.[8]
- Sandra Bernhard – Cecily, nővér a tesztelési szinten.

## Epizódok
| Évad | Évad | Részek száma | Részek száma | Eredeti sugárzás  | Eredeti sugárzás  | Magyar sugárzás   | Magyar sugárzás   |
| Évad | Évad | Részek száma | Részek száma | Évadbemutató      | Évadzáró          | Évadbemutató      | Évadzáró          |
| ---- | ---- | ------------ | ------------ | ----------------- | ----------------- | ----------------- | ----------------- |
|      | 1.   | 9            | 9            | 2022. február 18. | 2022. április 8.  | 2022. február 18. | 2022. április 8.  |
|      | 2.   | 10           | 10           | 2025. január 16.  | 2025. március 21. | 2025. január 16.  | 2025. március 21. |

### 1. évad (2022)
| Sor. | Év. | Cím                                                                          | Rendező       | Író                | Premier                             |
| --- | --- | ---------------------------------------------------------------------------- | ------------- | ------------------ | ----------------------------------- |
| 1. | 1.  | Jó hír a pokolról (Good News About Hell)                                     | Ben Stiller   | Dan Erickson       | 2022. február 18. 2022. február 18. |
| Mark Scout a Lumon Industries Makroadat-finomító (MAF) részlegén dolgozik. Kollégája, egyben főnöke és barátja Petey hirtelen távozása miatt előléptetik a megüresedett osztályvezetői pozícióba. Első feladata betanítani Hellyt, az új kollégát, aki - ahogy minden különválasztott - egy tárgyalóasztalon tér magához és fogalma sincs arról, ki ő és hol van. Miután megkapja a szükséges tájékoztatást és megtudja saját nevét, követeli, hogy engedjék el, azonban az engedély ellenére sem tud távozni. Megnéz egy videót, amelyből kiderül, hogy az úgynevezett „különválás” programon esett át: a tudatát kettéválasztották, így létrehozva önmaga egy olyan változatát, amely kizárólag a munkahelyén létezik. Mark „kinti” énje történelemprofesszor, aki felesége, Gemma állítólagos halála miatt gyászol és a Lumon által támogatott Kier nevű városban él. Összefut egy férfival, aki azt állítja magáról, ő Petey, és átad neki egy levelet, tele rejtélyes utasításokkal. Mark hazamegy, és elkezd beszélgetni a szomszédjával, „Mrs. Selviggel” – mit sem sejtve arról, hogy a nő - Harmony Cobel - a Lumonnál a főnöke. |     |                                                                              |               |                    |                                     |
| 2. | 2.  | Félhurok (Half Loop)                                                         | Ben Stiller   | Dan Erickson       | 2022. február 18. 2022. február 18. |
| 3. | 3.  | Az örökkévalóban (In Perpetuity)                                             | Ben Stiller   | Andrew Colville    | 2022. február 25. 2022. február 25. |
| 4. | 4.  | A te, ami vagy (The You You Are)                                             | Aoife McArdle | Kari Drake         | 2022. március 4. 2022. március 4.   |
| 5. | 5.  | Az Optika és Dizájn vad barbársága (The Grim Barbarity of Optics and Design) | Aoife McArdle | Anna Ouyang Moench | 2022. március 11. 2022. március 11. |
| 6. | 6.  | Bújócska (Hide and Seek)                                                     | Aoife McArdle | Amanda Overton     | 2022. március 18. 2022. március 18. |
| 7. | 7.  | Kihívó dzsessz (Defiant Jazz)                                                | Ben Stiller   | Helen Leigh        | 2022. március 25. 2022. március 25. |
| 8. | 8.  | Mi a vacsi? (What's for Dinner?)                                             | Ben Stiller   | Chris Black        | 2022. április 1. 2022. április 1.   |
| 9. | 9.  | A mi, ami vagyunk (The We We Are)                                            | Ben Stiller   | Dan Erickson       | 2022. április 8. 2022. április 8.   |

### 2. évad (2025)
| Sor. | Év. | Cím                                         | Rendező           | Író                           | Premier                             |
| ---- | --- | ------------------------------------------- | ----------------- | ----------------------------- | ----------------------------------- |
| 10.  | 1.  | Helló, Ms. Cobel (Hello, Ms. Cobel)         | Ben Stiller       | Dan Erickson                  | 2025. január 17. 2025. január 17.   |
| 11.  | 2.  | Viszlát, Mrs. Selvig (Goodbye, Mrs. Selvig) | Sam Donovan       | Mohamad El Masri              | 2025. január 24. 2025. január 24.   |
| 12.  | 3.  | Ki van életben? (Who is Alive?)             | Ben Stiller       | Wei-Ning Yu                   | 2025. január 31. 2025. január 31.   |
| 13.  | 4.  | A Bús Katlan (Woe's Hollow)                 | Ben Stiller       | Anna Ouyang Moench            | 2025. február 7. 2025. február 7.   |
| 14.  | 5.  | Trójai ló (Trojan's Horse)                  | Sam Donovan       | Megan Ritchie                 | 2025. február 14. 2025. február 14. |
| 15.  | 6.  | Attila (Attila)                             | Uta Briesewitz    | Erin Wagoner                  | 2025. február 21. 2025. február 21. |
| 16.  | 7.  | Csikai bardo (Chikhai Bardo)                | Jessica Lee Gagné | Dan Erickson és Mark Friedman | 2025. február 28. 2025. február 28. |
| 17.  | 8.  | Édes vitriol (Sweet Vitriol)                | Ben Stiller       | Adam Countee és K. C. Perry   | 2025. március 7. 2025. március 7.   |
| 18.  | 9.  | Munkaidő után (The After Hours)             | Uta Briesewitz    | Dan Erickson                  | 2025. március 14. 2025. március 14. |
| 19.  | 10. | Cold Harbor (Cold Harbor)                   | Ben Stiller       | Dan Erickson                  | 2025. március 21. 2025. március 21. |